# Johann Bergmüller (Kunsthandwerker, 1738)
Johann Bergmüller (* 14. Dezember 1738 in Türkheim; † 28. Februar 1792 in Krumbach) war ein deutscher Kistler, Tischler, Schreiner, Menuisier und Kunsthandwerker. 

## Leben
Bergmüller war der Sohn des Dominikus Bergmüller und der Bruder Franz Joseph Bergmüllers. Die Ausbildung absolvierte er vermutlich bei seinem Vater. Das Bürgerrecht von Krumbach erwarb er sich 1765. Er betrieb dort zeitlebens eine Schreinerwerkstatt. Er widmete sich vor allem dem Altarbau.

## Werke
- St. Martin in Günzburg, Hochaltar von 1777 bis 1778
- Kloster Klosterbeuren, Hochaltar, 1769
- St. Michael in Krumbach, Hochaltar nach 1775 zusammen mit seinem Bruder Franz Joseph Bergmüller
- Schloss Neuburg an der Kammel, Schlosskapelle, Paramentenschränke für die Sakristei